# Робчик (Унечский район)
Робчик — село в Унечском районе Брянской области в составе Старогутнянского сельского поселения.

## География
Находится в центральной части Брянской области на расстоянии приблизительно 11 км на запад-юго-запад по прямой от районного центра города Унеча у речки Унеча.

## История
Известно с 1641 года как владение Киево-Печерской лавры с 31 двором. В 1859 году здесь (деревня Суражского уезда Черниговской губернии) учтено было 73 двора, в 1892—166.

## Население
Численность населения: 505 человек (1859 год), 981 (1892), 528 человек (русские 100 %) в 2002 году, 416 в 2010.